# Otto Riesner
Otto Hugo Riesner (ur. 29 stycznia 1910 w Ligocie, dziś Katowice, zm. ?) – piłkarz, prawoskrzydłowy napastnik, reprezentant Polski.
Po zakończeniu wojny osiadł w Niemczech, w okolicach Frankfurtu nad Menem .